# Psittacanthus ramiflorus
Psittacanthus ramiflorus är en tvåhjärtbladig växtart som först beskrevs av Dc., och fick sitt nu gällande namn av George Don jr. Psittacanthus ramiflorus ingår i släktet Psittacanthus och familjen Loranthaceae. Inga underarter finns listade i Catalogue of Life.